# Las Cruces, Tapachula
Las Cruces är en ort i Mexiko.   Den ligger i kommunen Tapachula och delstaten Chiapas, i den sydöstra delen av landet, 900 km sydost om huvudstaden Mexico City. Las Cruces ligger 95 meter över havet och antalet invånare är 122.
Terrängen runt Las Cruces är lite kuperad. Runt Las Cruces är det ganska tätbefolkat, med 239 invånare per kvadratkilometer. Närmaste större samhälle är Tapachula, 6,9 km nordost om Las Cruces. Trakten runt Las Cruces består till största delen av jordbruksmark.